# Pablo Clavería
Pablo Clavería Herráiz (Madrid, España, 1 de abril de 1996) es un futbolista español que juega como centrocampista en el Zamora C. F. de la Primera Federación. Es hijo del exguardameta internacional de fútbol sala Jesús Clavería.

## Trayectoria
Nacido en Madrid, se formó en las categorías inferiores de Atlético de Madrid y Getafe C. F., hasta que en 2010 con 14 años ingresó en la cantera del Rayo Vallecano para jugar en categoría cadete. Posteriormente, se puso a las órdenes de Diego Merino en el Juvenil B y, ese mismo año, llegó a debutar con el Rayo Vallecano B, con el que disputó nueve partidos en Segunda División B.
El 13 de diciembre de 2014, con 18 años, debutó con el primer equipo del Rayo Vallecano en un partido de la Primera División disputado contra el Valencia C. F. en el Estadio de Mestalla.
El 30 de junio de 2017 terminó su relación contractual con el Rayo Vallecano y días después fichó por el Club Atlético Malagueño para jugar en Tercera División. Contribuyó con cuatro goles a conseguir el ascenso a Segunda División B.
En verano de 2018 firmó con el C. F. Fuenlabrada por una temporada con opción a otra. Con este equipo también consiguió un ascenso de categoría, en este caso a la Segunda División. Disputó 34 partidos en la categoría antes de recalar el 26 de agosto de 2020 en el Fútbol Club Cartagena, que también iba a jugar en a Segunda División, por dos temporadas.
El 28 de enero de 2022 rescindió su contrato con el F. C. Cartagena y tres días después firmó por el C. D. Lugo para lo que restaba de temporada.
El 5 de septiembre de 2023 fichó por la S. D. Ponferradina para cubrir la baja por lesión de Miguel Ángel Prendes. Con este equipo disputó la promoción de ascenso a Segunda División y en julio de 2024 se unió al Zamora C. F.

## Clubes
| Club                         | País   | Año       |
| ---------------------------- | ------ | --------- |
| Rayo Vallecano de Madrid "B" | España | 2015-2017 |
| Club Atlético Malagueño      | España | 2017-2018 |
| C. F. Fuenlabrada            | España | 2018-2020 |
| F. C. Cartagena              | España | 2020-2022 |
| C. D. Lugo                   | España | 2022-2023 |
| S. D. Ponferradina           | España | 2023-2024 |
| Zamora C. F.                 | España | 2024-     |